# Ivanov (Anton Tjechov)
Ivanov är en pjäs av Anton Tjechov. Den första versionen, Komedi i fyra akter, hade premiär den 19 november 1887. Den mottogs med oförståelse av kritikerna varpå Tjechov skrev en andra version – denna gång med undertexten drama i fyra akter – vilken mottogs väl 1889.